# Dan-Axel Zagadou
Dan-Axel Zagadou (Créteil, Isla de Francia, Francia, 3 de junio de 1999) es un futbolista francés que juega como defensa en el VfB Stuttgart de la 1. Bundesliga.

## Estadísticas

### Clubes
| Club                            | Div.          | Temporada     | Liga  | Liga  | Copas nacionales | Copas nacionales | Torneos internacionales | Torneos internacionales | Total | Total | Media goleadora |
| Club                            | Div.          | Temporada     | Part. | Goles | Part.            | Goles            | Part.                   | Goles                   | Part. | Goles | Media goleadora |
| ------------------------------- | ------------- | ------------- | ----- | ----- | ---------------- | ---------------- | ----------------------- | ----------------------- | ----- | ----- | --------------- |
| Borussia Dortmund · Alemania    | 1.ª           | 2017-18       | 11    | 1     | 2                | 0                | 3                       | 0                       | 16    | 1     | 0.06            |
| Borussia Dortmund II · Alemania | 4.ª           | 2018-19       | 1     | 0     | ―                | ―                | ―                       | ―                       | 1     | 0     | 0               |
| Borussia Dortmund · Alemania    | 1.ª           | 2018-19       | 17    | 2     | 1                | 0                | 4                       | 0                       | 22    | 2     | 0.09            |
| Borussia Dortmund · Alemania    | 1.ª           | 2019-20       | 15    | 1     | 2                | 0                | 5                       | 0                       | 22    | 1     | 0.05            |
| Borussia Dortmund · Alemania    | 1.ª           | 2020-21       | 9     | 0     | 2                | 0                | 2                       | 0                       | 13    | 0     | 0               |
| Borussia Dortmund · Alemania    | 1.ª           | 2021-22       | 15    | 0     | 1                | 0                | 3                       | 0                       | 19    | 0     | 0               |
| Borussia Dortmund · Alemania    | Total club    | Total club    | 67    | 4     | 8                | 0                | 17                      | 0                       | 92    | 4     | 0.04            |
| Borussia Dortmund II · Alemania | 3.ª           | 2021-22       | 3     | 0     | ―                | ―                | ―                       | ―                       | 3     | 0     | 0               |
| Borussia Dortmund II · Alemania | Total club    | Total club    | 4     | 0     | 0                | 0                | 0                       | 0                       | 4     | 0     | 0               |
| VfB Stuttgart · Alemania        | 1.ª           | 2022-23       | 19    | 0     | 1                | 0                | ―                       | ―                       | 20    | 0     | 0               |
| VfB Stuttgart · Alemania        | 1.ª           | 2023-24       | 19    | 1     | 3                | 0                | ―                       | ―                       | 22    | 1     | 0.05            |
| VfB Stuttgart · Alemania        | 1.ª           | 2024-25       | 2     | 0     | 0                | 0                | 1                       | 0                       | 3     | 0     | 0               |
| VfB Stuttgart · Alemania        | Total club    | Total club    | 40    | 1     | 4                | 0                | 1                       | 0                       | 45    | 1     | 0.02            |
| Total carrera                   | Total carrera | Total carrera | 111   | 5     | 12               | 0                | 18                      | 0                       | 141   | 5     | 0.04            |
| 1. 2. 3.                        |               |               |       |       |                  |                  |                         |                         |       |       |                 |

## Palmarés

### Títulos nacionales
| Título                | Club              | País     | Año  |
| --------------------- | ----------------- | -------- | ---- |
| Supercopa de Alemania | Borussia Dortmund | Alemania | 2019 |
| Copa de Alemania      | Borussia Dortmund | Alemania | 2021 |
| Copa de Alemania      | VfB Stuttgart     | Alemania | 2025 |